# منیسک (کالبدشناسی)
منیسک یک ساختار تشریحی از جنس غضروف فیبری هلالی‌شکل است که بر خلاف دیسک مفصلی، فقط بخشی از مفصل زلاله‌ای را در بر می‌گیرد. منیسک‌ها در انسان در مفاصل زانو، مچ دست، مفصل سرشانه‌ای‌ترقوه‌ای، مفصل جناغی‌ترقوه‌ای و مفصل گیجگاهی‌زیرواره‌ای قرار دارند. در سایر حیوانات ممکن است در سایر مفاصل هم وجود داشته باشد.
به طور کلی، اصطلاح منیسک برای غضروف زانو، یا منیسک خارجی یا منیسک داخلی استفاده می‌شود. هر دو از جنس بافت غضروفی هستند و هنگامی‌که زانو دچار کشش و پیچش می‌شود، یکپارچگی ساختاری ایجاد می‌کنند. منیسک‌ها بخاطر شکل هلالی خود به عنوان غضروف‌های نیمه ماه نیز شناخته می‌شوند.

## ریشه واژه
اصطلاح مینیسک از واژه‌ای در یونان باستان به نام μηνίσκος (meniskos) به معنی هلال آمده است.

## ساختار منیسک
مینیسک‌های زانو هر دو از جنس غضروف فیبری هستند که برای پراکندگی اصطکاک در مفصل زانو میان استخوان‌های ساق پا (درشت‌نی) و ران (فمور) حضور دارند. این دو از بالا مقعر و از پایین صاف هستند و با استخوان درشت‌نی شناخته می‌شوند. مینیسک‌ها به فرورفتگی‌های کوچک یا همان حفره‌ها (fossa) میان کوندیل‌های استخوان درشت‌نی (حفره اینترکوندیلوئید) متصل شده‌اند و به سمت مرکز آنها متصل نیستند و شکل آنها به مانند یک قفسه نازک باریک می‌شود. جریان خون مینیسک از حاشیه (بیرون) به سوی مینیسک مرکزی است. جریان خون با افزایش سن کاهش می‌یابد و مینیسک مرکزی در بزرگسالی کم‌خون‌تر است و منجر به سرعت بهبود بسیار ضعیفی می‌شود.

## کارکرد
منیسک‌ها برای پراکندگی وزن بدن و کاهش اصطکاک در حین حرکت عمل می‌کنند. از آنجا که کندیل‌های استخوان ران و استخوان درشت‌نی در یک نقطه به هم می‌رسند (که در هنگام خم شدن و کشیدگی تغییر می‌کند)، مینیسک‌ها بار وزن بدن را گسترش می‌دهند. از جهت تفاوتی با استخوان کنجد دارد که از بافت استخوانی ساخته شده و عملکرد آن محافظت و نگهداری از زردپی (تاندون) مجاور و افزایش اثر مکانیکی آن است.

## اهمیت بالینی

### جراحت

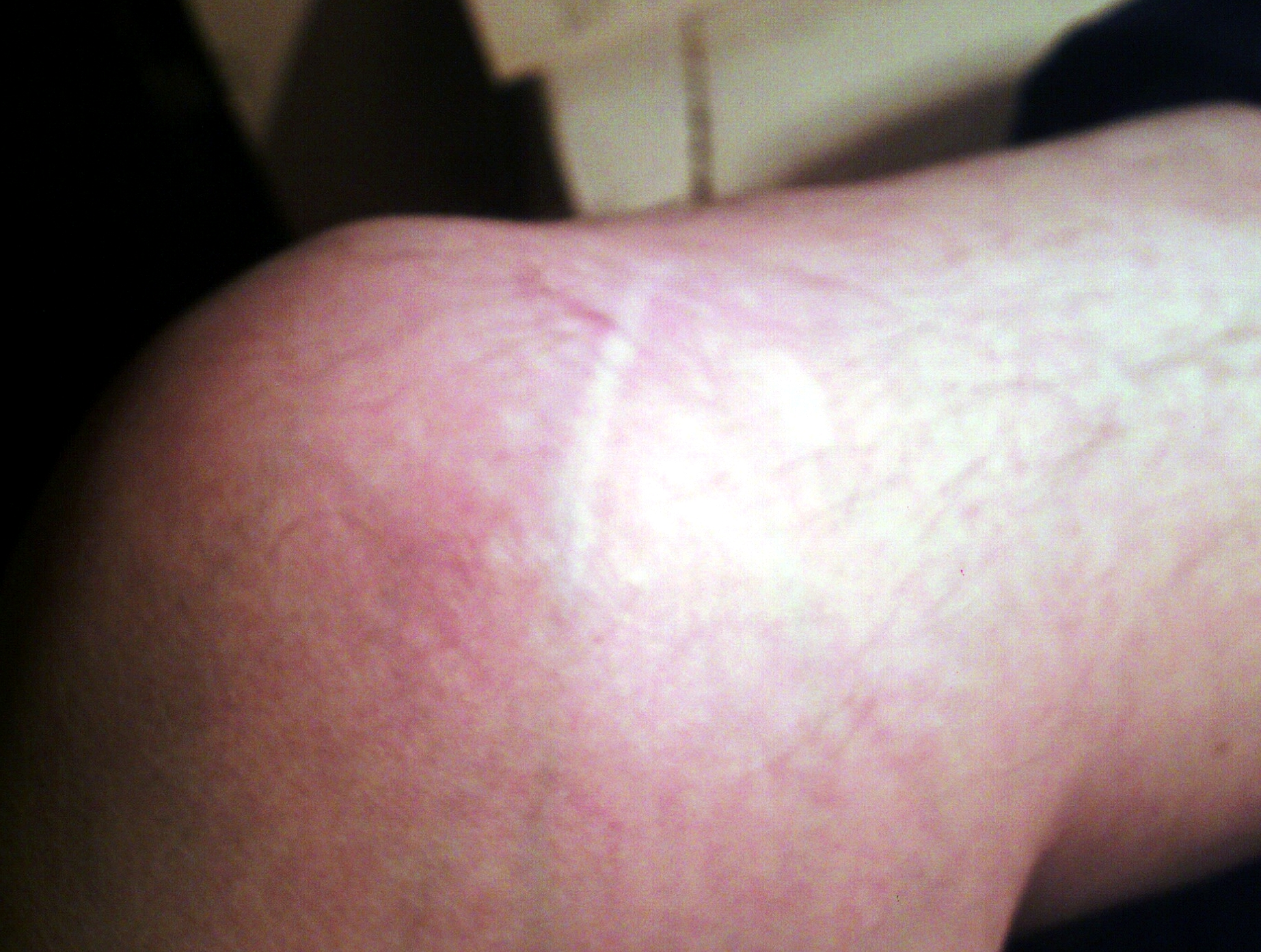
زخم ناشی از مانیسکتومی نسبی چپ در سال ۱۹۸۰ (حدود ۳۰ سال پیش از عکس)؛ جراحی اخیر جای زخم‌های کوچکتری دارد.

در ورزش و ارتوپدی، مردم گاهی اوقات از غضروف پاره شده صحبت می‌کنند و در واقع به آسیب‌دیدگی یکی از منیسک پ‌ها اشاره خواهند کرد. صدمات منیسک به دو نوع کلی وجود دارد: پارگی حاد که غالباً ناشی از ضربه یا آسیب‌دیدگی ورزشی و پارگی‌های مزمن یا ساییدگی است. نوع حاد دارای اشکال گوناگون (عمودی، افقی، شعاعی، مایل و پیچیده) و اندازه‌های گوناگون است. این موارد اغلب بسته به سن بیمار با ترمیم جراحی درمان می‌شوند زیرا به‌ندرت به خودی خود بهبود می‌یابند. پارگی مزمن به صورت علامتی درمان می شود: فیزیوتراپی با یا بدون افزودن تزریق و داروهای ضد التهاب. اگر پارگی باعث ادامه درد، تورم یا اختلال عملکرد زانو شود، می‌توان پارگی را با جراحی برطرف کرد یا ترمیم کرد. سه‌گانه ناراضی مجموعه‌ای از آسیب‌های مشترک زانو است که شامل آسیب به منیسک درونی است.

### مدیریت محافظه‌کارانه
در حالت محافظه کاری اغلب برای پارگی کوچکتر یا مزمن که به نظر نمی‌رسد نیاز به ترمیم جراحی باشد، در ابتدا در نظر گرفته می‌شود. این شامل اصلاح فعالیت یا فیزیوتراپی برای تقویت و افزایش دامنه حرکت است.

### درمان و جراحی
دو عمل جراحی منیسک شایع‌ترین است. بسته به نوع و محل پارگی، سن بیمار و ترجیح پزشک، منیسک‌های آسیب‌دیده معمولاً یا به طور جزئی یا کامل ترمیم یا برداشته می شوند (مینیسکتومی). هر کدام مزایا و معایب خود را دارند. بسیاری از مطالعات نشان می‌دهد که منیسک برای یک هدف انجام می‌شود و بنابراین پزشکان سعی می‌کنند در صورت امکان ترمیم کنند. با این حال، مینیسک خون‌رسانی ضعیفی دارد و بنابراین، بهبودی می‌تواند دشوار باشد. به طور سنتی تصور می‌شد که اگر فرصتی برای بهبودی وجود ندارد، بهتر است که مینیسک آسیب دیده و غیر عملکردی برداشته شود، اگرچه حداقل یک مطالعه نشان داده است که انجام مینیسکتومی اهمیت چندانی ندارد. با این حال، از سرگیری فعالیت‌های با شدت بالا ممکن است بدون جراحی غیرممکن باشد زیرا ممکن است پارگی در اطراف آن ایجاد شود و باعث قفل‌شدن زانو شود.
یک دستورالعمل عملی بالینی در سال ۲۰۱۷ میلادی اکیداً در مورد جراحی در تقریباً همه بیماران مبتلا به بیماری دارای زوال زانو را توصیه می‌کند.

## نگارخانه

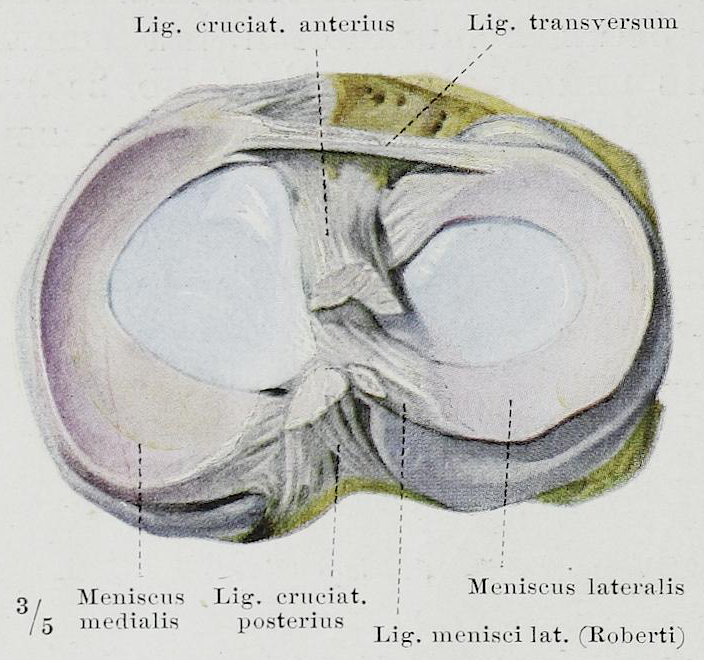
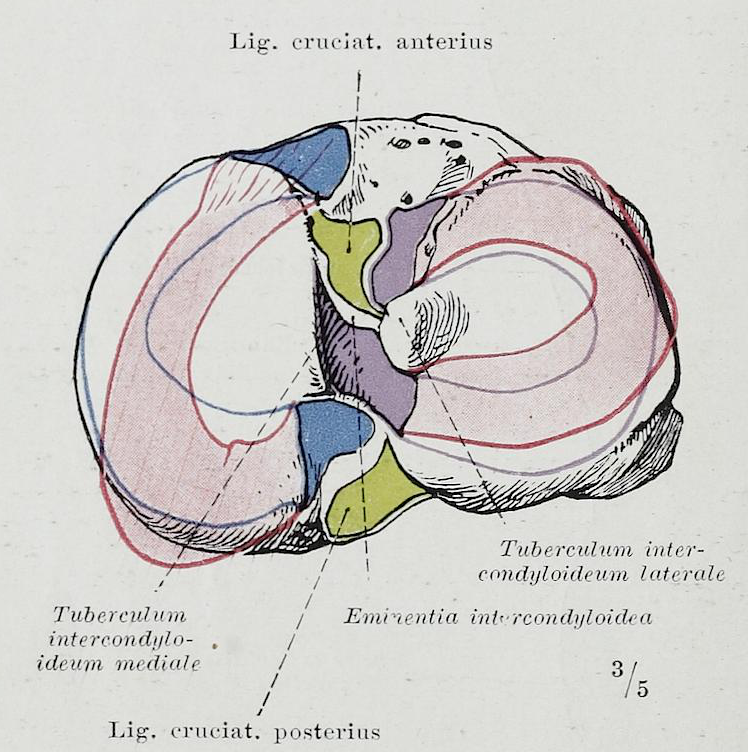